# True Love Ways
True Love Ways  ist ein deutscher Film von Mathieu Seiler. Er hatte seine Premiere bei den 48. Internationalen Hofer Filmtagen am 22. Oktober 2014, wo er zudem eine Nominierung für den „New Talent Award“ erhielt. Der Kinostart war am 1. Oktober 2015.

## Handlung
Die junge, selbstbewusste Séverine sollte eigentlich mit ihrem Freund Tom glücklich sein, doch sie hat immer wieder Albträume, die sie an der Beziehung zweifeln lassen. Zudem fühlt sie sich beobachtet. Sie beschließt, ein paar Tage ans Meer zu fahren. Als Tom von der Trennung erfährt, gibt er sich in einer Kneipe dem Alkohol hin und kommt dabei mit einem Mann ins Gespräch. Er schlägt vor, Séverine während ihrer Fahrt ans Meer zu überfallen, sodass Tom sie retten und somit zurückgewinnen kann. Tom willigt schließlich ein.
Als Séverine in Richtung Meer fährt, bemerkt sie, dass sie verfolgt wird. Sie kann sich jedoch in einen Wald retten, muss allerdings schließlich zu Fuß gehen, weil – dank Tom – der Sprit alle ist. Als sie eine Villa im Wald erreicht, hofft sie auf Hilfe, jedoch tauchen plötzlich ihre Verfolger auf. Es stellt sich heraus, dass der Mann in der Bar zu einer Snuff-Porn-Gruppe gehört und Séverine das nächste Opfer sein soll.

## Kritik
Der Filmdienst meint, der „ebenso verstörende wie spannende“ Film sei ein „streng inszenierter Thriller zwischen (Alb-)Traum und Märchen“. Er sei in „der Hauptrolle hervorragend gespielt“ und überzeuge „durch seinen Stilwillen und ungewöhnliche Bildideen“. Die Zeitschrift Epd Film urteilt: „Höchste Anspannung und höchste Lächerlichkeit liegen hier nah beieinander: Bilder der Natur, die Gefahr signalisieren, rätselhafte Erinnerungsfetzen, Splattermomente (abgemildert durch das Schwarz-Weiß des Films) und das Immer-wieder-entkommen-Können Séverines vor ihren zahlen- und kräftemäßig überlegenen Gegnern. In einem Moment wird der Film gleichermaßen surreal und peinlich. Am ehesten kann man das Werk noch als Märchen goutieren, auch wenn der Dilettantismus einen immer wieder in die Realität zurückholt.“